# Monastero di Agios Neophytos
Il Monastero di Agios Neophytos (o San Neofito, in greco Ιερά Μονή Αγίου Νεοφύτου?) si trova a 1 km a nord del villaggio di Tala e a 15 km a ovest di Paphos, ed è uno dei monasteri più famosi di Cipro. È stato fondato dal monaco Neophytos nel XII secolo. La proprietà è attualmente un museo costituito dalla Engleistra (Luogo di isolamento, costruito in una grotta naturale, con una piccola cappella) e dal Monastero. Agios Neofytos si trova 4 km a ovest di Tremithousa.

## Storia
Il monastero di Agios Neophytos è stato fondato da Neophytos. Il monaco, dopo essere stato incarcerato per aver perseguito una vita ascetica, fuggì sulle colline di Cipro e nel 1159 trovò una piccola grotta naturale. Passarono mesi mentre si assicurava che l'area fosse deserta e tranquilla. Lentamente scavò ulteriormente l'apertura per racchiudere la sua cella dell'eremo, una piccola cappella e la sua eventuale tomba. Anche se iniziò come eremo solo per Neophytos, alla fine ottenne un piccolo seguito e l'Engleistra, come veniva anche chiamata, divenne una tranquilla comunità monastica nel 1170 quando il vescovo di Paphos lo convinse a prendere un allievo. Neophytos era fermamente contrario al materialismo e all'essere infastidito, il che manteneva la popolazione di monaci molto più piccola rispetto ad altri monasteri dell'epoca. Nella sua seconda ordinanza sui rituali, il numero dei monaci era di circa quindici o diciotto.
Dopo la sua morte, fu sepolto all'interno dell'Engleistra secondo le sue dettagliate istruzioni. Il suo successore, Isaias, è menzionato negli scritti di Neophytos, ma non si sa nulla del suo tempo come abate, né ci sono informazioni su altri abati durante il XIII, XIV o XV secolo. Tuttavia, si ipotizza che i capi del monastero che seguirono Neophytos non si attenessero al suo stile di vita isolazionista. Il monastero fu ampliato e nel corso dei secoli furono aggiunti nuovi dipinti e decorazioni, anche se non molto spesso. Un'importante restaurazione fu intrapresa da un altro monaco di nome Neophytos nel 1503, che ordinò la ristrutturazione di diverse opere d'arte originali e di nuove icone aggiuntive, tutte pagate con i suoi danari. La comunità fluttuò tra crescita e declino per diversi secoli, ma divenne stagnante intorno al XVII secolo. Nel 1631, dopo che l'abate Leonzio si accinse a precluderne lo scioglimento, il monastero fu dichiarato di avere la precedenza su tutti gli altri monasteri di Cipro dal patriarca Cirillo Loukaris di Costantinopoli. Negli ultimi secoli, il monastero e i suoi edifici sono stati spesso riparati e ampliati per evitare che si perdessero nel tempo. Continua ad essere abitato fino ad oggi e i monaci all'interno promuovono la pubblicazione di manoscritti storici scritti all'interno delle loro mura al fine di preservare la loro storia. Doni di Neophytos furono trovati nel 1756 e poi furono collocati nella chiesa principale del monastero.

## Architettura

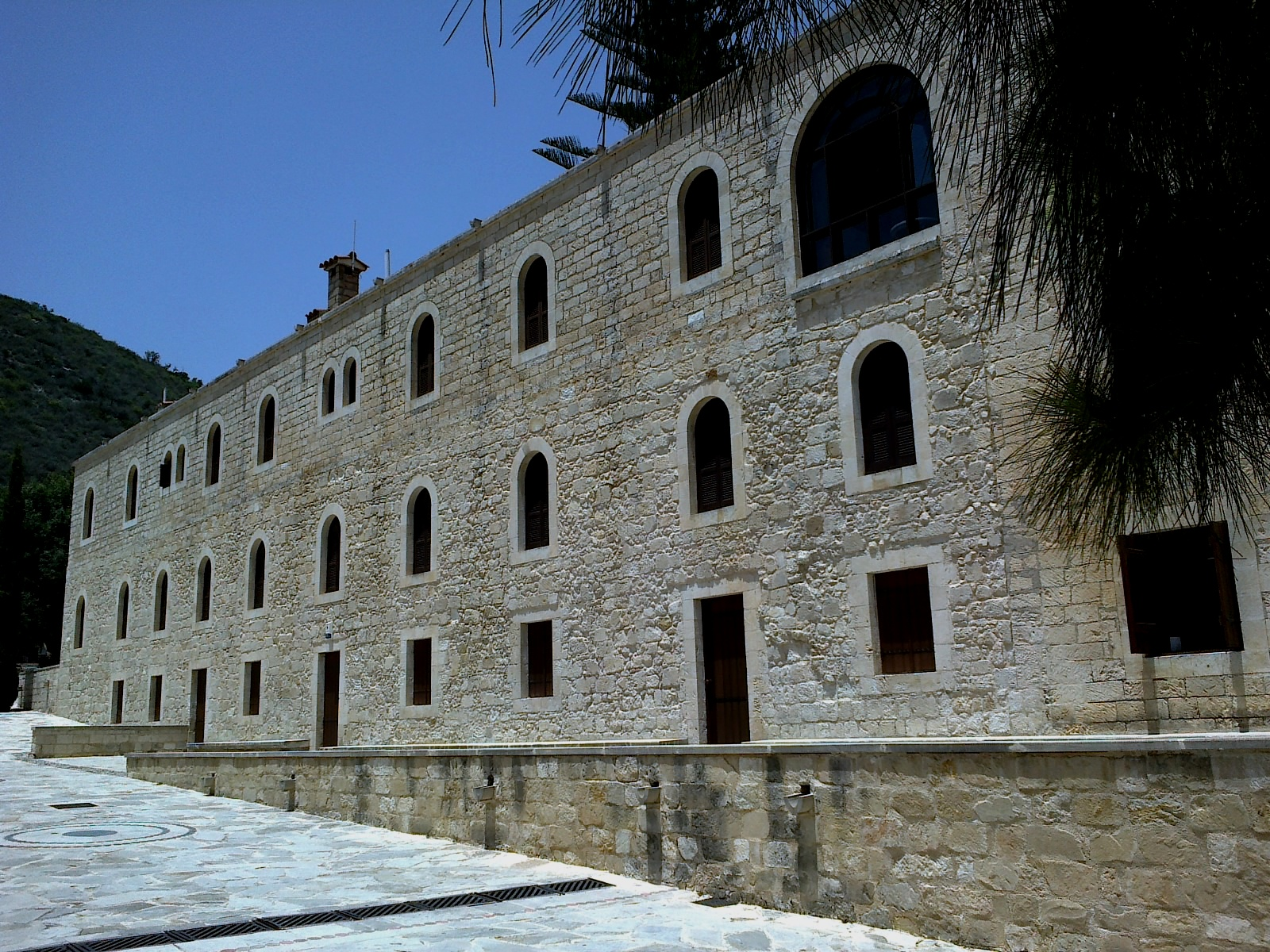

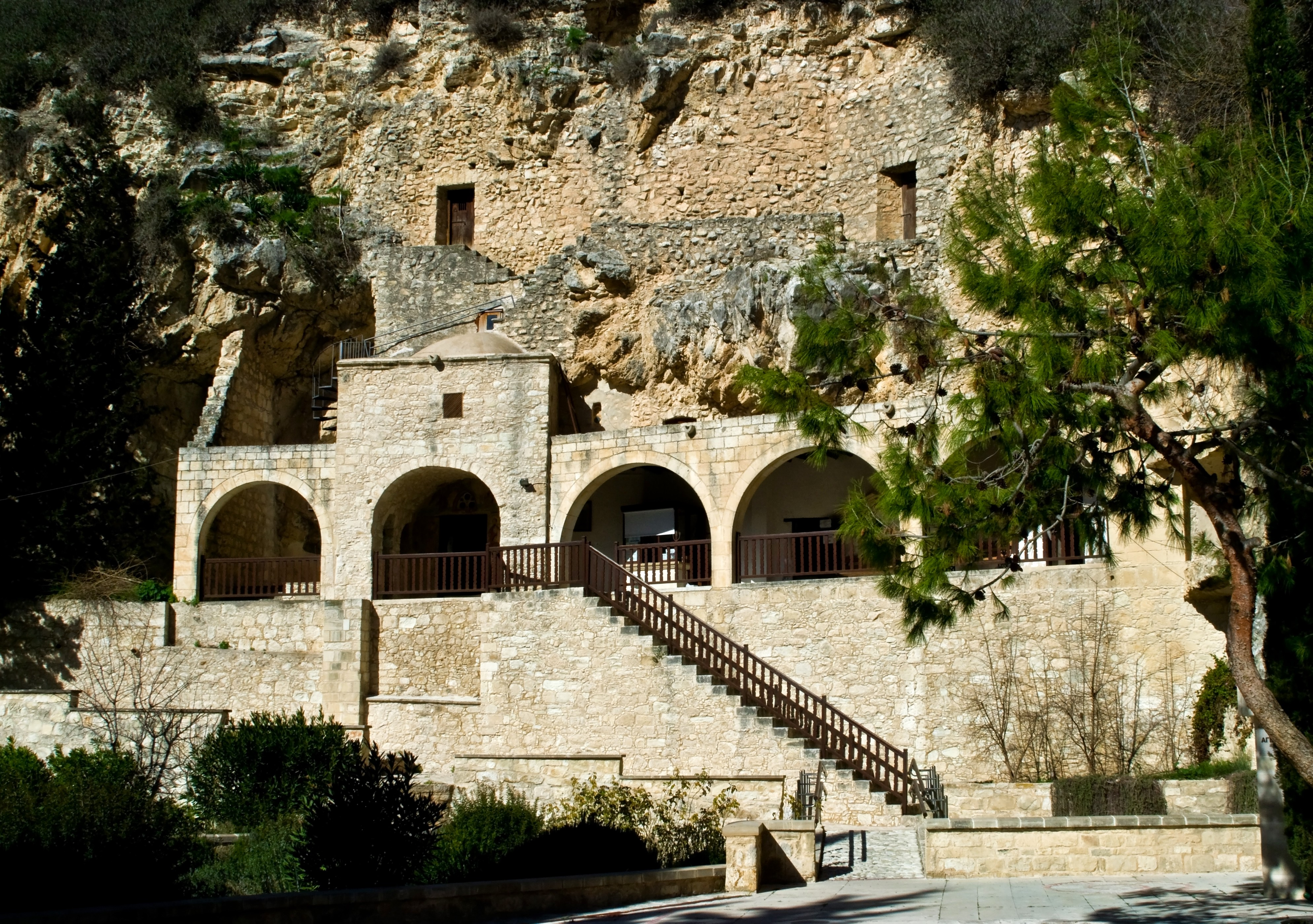
L'esterno dell'Engleistra.

L'originale Engleistra di San Neophytos è costituito da tre parti: la chiesa della Vera Croce, la cella di Neophytos e il Refettorio. Tutti e tre sono scolpiti nella ripida parete rocciosa dove Neophytos desiderava stabilirsi per la prima volta come eremita. Un grande nartece trapezoidale si trova all'ingresso dell'Engleistra, seguito dal refettorio a nord e dalla cella a sud. Il corpo principale della chiesa e il bema sono ricoperti di pitture murali provenienti da tutta la storia del monastero. La parete orientale ha una nicchia a croce di dimensioni moderate che un tempo ospitava una croce di legno che conteneva un pezzo della Vera Croce, ottenuta dal fondatore Neophytos.
Fuori dall'Engleistra si trova la chiesa principale del monastero, il katholikon. È una grande basilica di ispirazione veneziana che sembra essere stata costruita all'inizio del XVI secolo. Anch'esso era decorato con pitture murali, anche se pochissime sono sopravvissute fino ad oggi. Attualmente il monastero ospita anche un museo, che esiste per educare i visitatori sulla storia della comunità monastica e mostra molte icone e manoscritti.

## Quadri
La maggior parte dei dipinti completati nella parte originale dell'Engleistra del monastero durante la vita di Neophytos furono realizzati nel 1183, come menzionato negli scritti del santo e in un'iscrizione sopravvissuta nella sua cella. Gli ulteriori tratti del monastero, anch'essi dipinti nel XII secolo, furono completati in seguito, molto probabilmente dopo il 1197. Ci sono differenze stilistiche tra le due aree che suggeriscono che sia stato dipinto da artisti con sfondi diversi. La maggior parte dei dipinti dell'Engleistra segue la tradizionale decorazione della chiesa bizantina come la Crocifissione e l'Annunciazione. Tuttavia, ci sono alcune deviazioni interessanti dai normali affreschi previsti all'interno. Una scena raffigura il fondatore, Neophytos, accanto agli arcangeli Michele e Gabriele nella parte superiore del soffitto. Un altro, quasi blasfemo, mostra il monaco che assiste a un servizio divino all'interno della mandorla di Cristo. Neophytos è descritto come un individuo vanitoso, il che potrebbe spiegare perché così tanti dipinti al di fuori delle scene bibliche sembrano essere monumenti alla sua vita e ai suoi successi.
Uno studio non invasivo sulla moltitudine di dipinti che adornano le pareti del monastero mostra che ci sono state almeno cinque fasi della pittura nella storia dell'Engleistra. Molti dei pigmenti utilizzati contenevano alti livelli di piombo, il che suggerisce che gli artisti erano addestrati a dipingere icone su legno e non a dipingere affreschi sui muri. Sono stati trovati anche molti pigmenti costosi, come lapislazzuli, oro e argento. Questi risultati collegano il monastero all'influenza diretta bizantina nelle belle arti, oltre all'influenza politica dovuta al fatto che Cipro era sotto il controllo dei turchi durante il periodo della maggior parte dei dipinti.